# RT-70

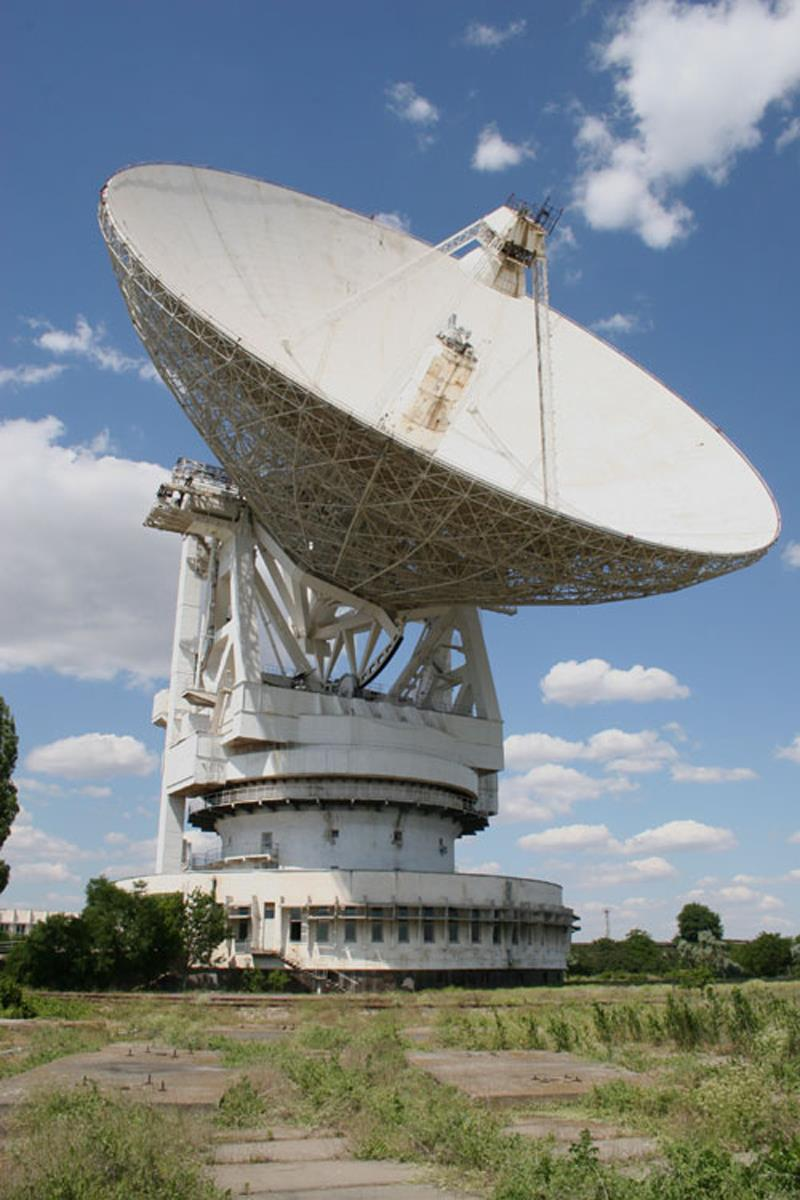
Il radiotelescopio RT-70 di Eupatoria, Crimea

RT-70 è un radiotelescopio con un'antenna a disco di 70 m di diametro costruito in tre esemplari, installati in tre diversi osservatori situati in paesi provenienti dall'ex-Unione Sovietica.
I tre radiotelescopi sono completamente movimentabili, e sono tra i più grandi del mondo in questa tipologia. Operano tutti nel campo di frequenze da 5 a 300 GHz.
Sono installati nei seguenti osservatori:
- "Ussurijsk Astrophysical Observatory", Ussurijsk, Russia44°00′57.9″N 131°45′25.13″E
- "Center for Deep Space Communications", Eupatoria, Crimea, Ucraina 45°11′20.65″N 33°11′14.49″E
- "Suffa Radio Observatory", Uzbekistan39°37′27.05″N 68°26′51.63″E

L'Agenzia Spaziale Russa ha annunciato nel 2008 che parteciperà col radiotelescopio RT-70 di Ussurijsk al programma della NASA per la ricerca e il monitoraggio di asteroidi la cui orbita potrebbe portarli ad un'eventuale collisione con la Terra.
Nell'ottobre 2008 l'RT-70 di Eupatoria in Ucraina è stato usato per inviare un segnale radio di alta potenza in direzione del pianeta extrasolare Gliese 581 c. Il segnale arriverà al pianeta nel 2029, ed un'eventuale risposta potrà giungere alla Terra non prima del 2049.